# 1987 en football
Cet article présente les faits marquants de l'année 1987 en football.

## Janvier
- 31 janvier, Championnat d'Espagne : au Camp Nou, le FC Barcelone s'impose sur le score de 3-2 face au Real Madrid.
- Gary Lineker est l'auteur d'un triplé en faveur du club catalan.

## Avril
- 12 avril, Championnat d'Espagne : à Santiago Bernabéu, le Real Madrid et le FC Barcelone font match nul sans inscrire le moindre but (0-0).
- 29 avril : Michel Platini joue son dernier match avec les bleus. La rencontre oppose l'équipe de France face à l'équipe d'Islande au Parc des Princes.

## Mai
- 13 mai : l'Ajax Amsterdam remporte la Coupe des coupes face au Lokomotive Leipzig (1-0).
  - Article détaillé : Coupe d'Europe des vainqueurs de coupe 1986-1987
- 17 mai : Platini annonce qu'il arrête sa carrière de footballeur professionnel. Au total, il aura disputé 649 matches officiels et marqué 348 buts.
- 20 mai : l'IFK Göteborg (Suède) remporte la Coupe de l'UEFA face au club de Dundee United (Écosse). C'est la deuxième Coupe de l'UEFA remportée par l'IFK.
- 23 mai : Romário inaugure sa 1re sélection en équipe du Brésil lors du match Brésil - Irlande.
  - Championnat d'Espagne : Au Camp Nou, le FC Barcelone s'impose 2-1 sur le Real Madrid.
- 27 mai : le FC Porto remporte la Ligue des champions face au Bayern de Munich (2-1). Il s'agit de la première Coupe des clubs champions européens gagnée par le FC Porto.

## Juin
- 10 juin : les Girondins de Bordeaux remportent la Coupe de France en s'imposant sur le score de 2-0 face à l'Olympique de Marseille. C'est la deuxième Coupe de France consécutive remportée par les girondins, c'est également la deuxième fois consécutive que l'OM accède en finale.
- 15 juin : Jean-Michel Aulas accède à la présidence de l'OL. Le club lyonnais évolue en deuxième division.

## Août
- 12 août : Éric Cantona joue son premier match avec l'équipe de France. Les bleus sont opposés à l'équipe d'Allemagne au Stade olympique de Berlin.

## Décembre
- 12 décembre : première sélection en équipe d'Allemagne pour Jürgen Klinsmann, à l'occasion d'un match amical de prestige face au Brésil.

## Principaux champions nationaux
- Allemagne : Bayern de Munich
- Angleterre : Everton Football Club
- Belgique : RSC Anderlecht
- Espagne : Real Madrid
- France : Girondins de Bordeaux
- Italie : SSC Naples
- Pays-Bas : PSV Eindhoven
- Suisse : Neuchâtel Xamax

## Ballon d'or
| Rang | Nom               | Club               | Sélection nationale | Points |
| ---- | ----------------- | ------------------ | ------------------- | ------ |
| 1    | Ruud Gullit       | AC Milan           | Pays-Bas            | 106    |
| 2    | Paulo Futre       | Atlético de Madrid | Portugal            | 91     |
| 3    | Emilio Butragueño | Real Madrid CF     | Espagne             | 61     |

## Naissances
Plus d'informations : Liste d'acteurs du football nés en 1987.
- Lionel Messi, footballeur argentin.
- Hatem Ben Arfa, footballeur français.
- Mehdi Benatia, footballeur marocain.
- Karim Benzema, footballeur français.
- Leonardo Bonucci, footballeur italien.
- Edinson Cavani, footballeur uruguayen.
- Cesc Fàbregas, footballeur espagnol.
- Marouane Fellaini, footballeur belge.
- Marek Hamšík, footballeur slovaque.
- Joe Hart, footballeur anglais.
- Gonzalo Higuaín, footballeur argentin.
- Sami Khedira, footballeur allemand.
- David Luiz, footballeur brésilien.
- Blaise Matuidi, footballeur français.
- Dries Mertens, footballeur belge.
- Lionel Messi, footballeur argentin.
- Julian Nagelsman, entraîneur allemand.
- Samir Nasri, footballeur français.
- Louisa Necib, footballeurse française.
- Dimitri Payet, footballeur français.
- Pedro, footballeur espagnol.
- Gerard Piqué, footballeur espagnol.
- Luis Suárez, footballeur uruguayen.
- Jamie Vardy, footballeur anglais.
- Jan Vertonghen, footballeur belge.
- Arturo Vidal, footballeur chilien.

## Décès
Plus d'informations : Liste d'acteurs du football morts en 1987.
- 22 janvier : décès à 79 ans de Pierre Fecchino, joueur français ayant remporté la Coupe de France 1932[1].
- 25 janvier : décès à 54 ans d'Asim Ferhatović, international yougoslave.
- 25 janvier : décès à 83 ans de Sven Lindqvist ayant remporté la médaille de bronze aux Jeux olympiques 1924, le Championnat de Suède 1932 et la Coupe de Suède 1924.
- 11 avril : décès à 70 ans d'Arnold Deraeymaeker, joueur belge devenu entraîneur ayant remporté le Championnat de Belgique en 1968.
- 24 avril : décès à 86 ans d'Alexis Chantraine, joueur puis entraîneur belge.
- 6 mai : décès à 70 ans de Roger Magnin, joueur français ayant remporté 2 Coupe de France devenu entraîneur[2].
- 8 juillet : décès à 69 ans de Franjo Wölfl, international croate et yougoslave devenu sélectionneur de la Yougoslavie.
- 20 juillet : décès à 80 ans d'Alexander Wood, international américain.
- 28 juillet : décès à 66 ans de Louis Monboucher, joueur français[3].
- 31 juillet : décès à 59 ans de Narciso Soldan, joueur italien ayant remporté 2 Championnat d'Italie[4].
- 31 juillet : décès à 72 ans d'Aleksandar Petrović, international yougoslave ayant remporté la médaille d'argent aux Jeux olympiques 1948 devenu entraîneur.
- 4 septembre : décès à 71 ans de José Francàs, joueur espagnol.
- 8 septembre : décès à 73 ans de Julián Vergara, joueur espagnol.
- 1er octobre : décès à 79 ans d'István Palotás, international hongrois devenu entraîneur.
- 23 octobre : décès à 64 ans de Jimmy Mullen, international anglais ayant remporté 2 Coupe d'Angleterre.
- 23 octobre : décès à 79 ans d'Alejandro Scopelli, international argentin et italien ayant remporté la Copa América 1937 devenu entraîneur. Il fut également sélectionneur du Chili.
- 23 novembre : décès à 76 ans d'Antonio Sastre, international argentin ayant remporté 2 Copa América et 2 Championnat d'Argentine.
- 26 novembre : décès à 72 ans d'Aldo Boffi, international italien.
- 1er décembre : décès à 72 ans de Jean Avellaneda, joueur puis entraineur français[5].
- 8 décembre : décès à 23 ans de José Casanaova, international péruvien.